# Ackerröte
Die Ackerröte (Sherardia arvensis) ist einzige Art der monotypischen Pflanzengattung Sherardia innerhalb der Familie der Rötegewächse (Rubiaceae).

## Beschreibung und Ökologie

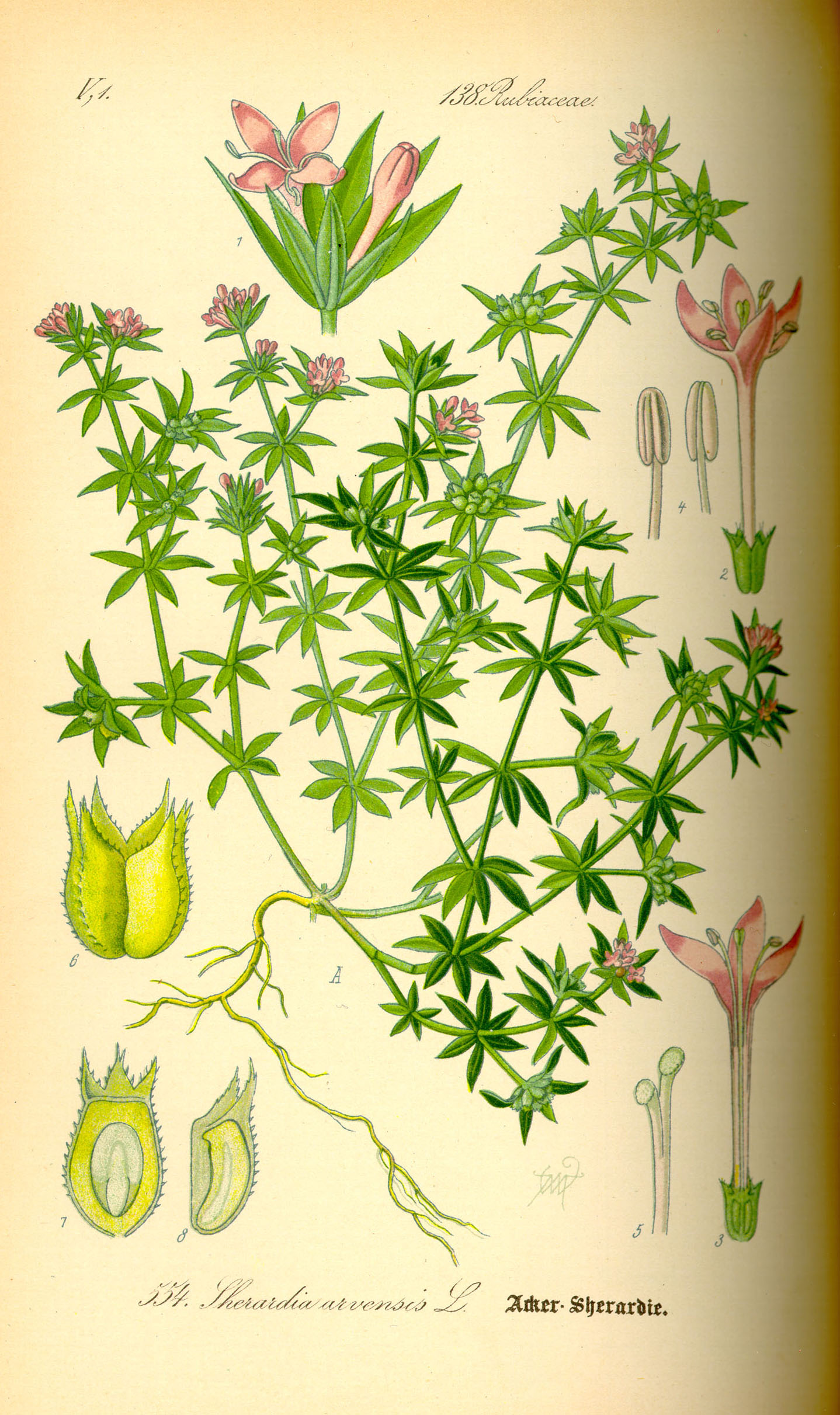
Illustration

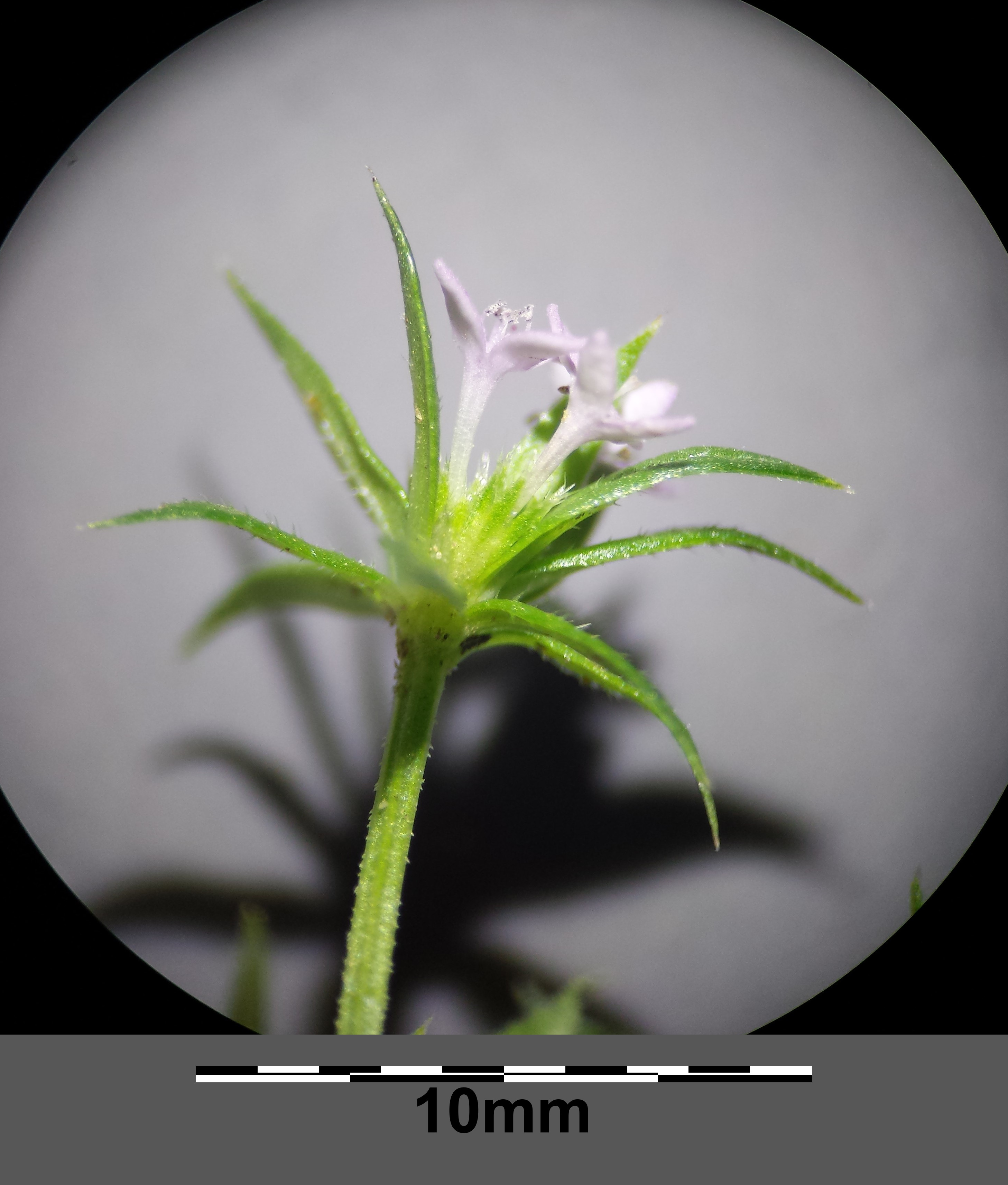
Blütenstand

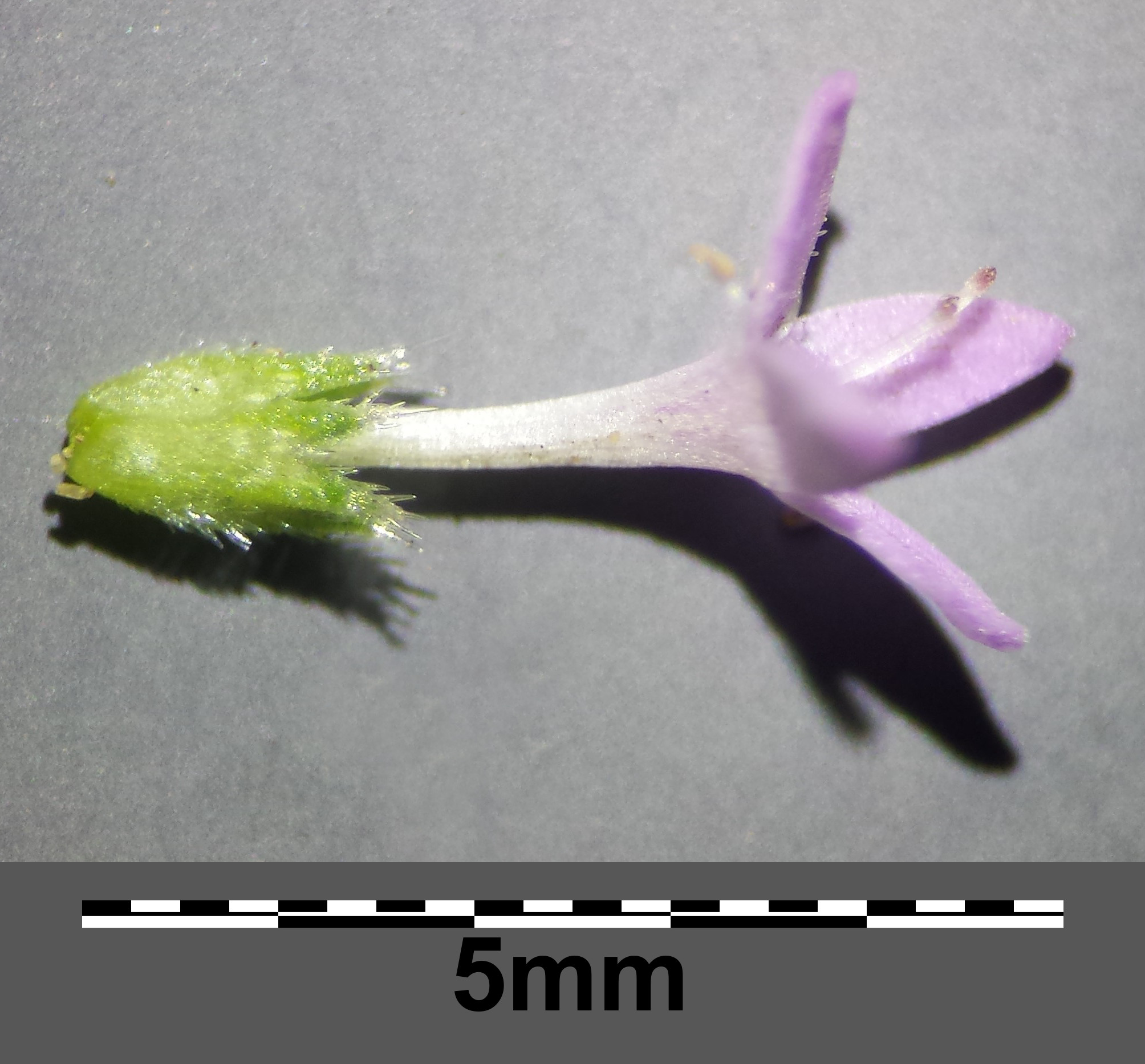
Blüte

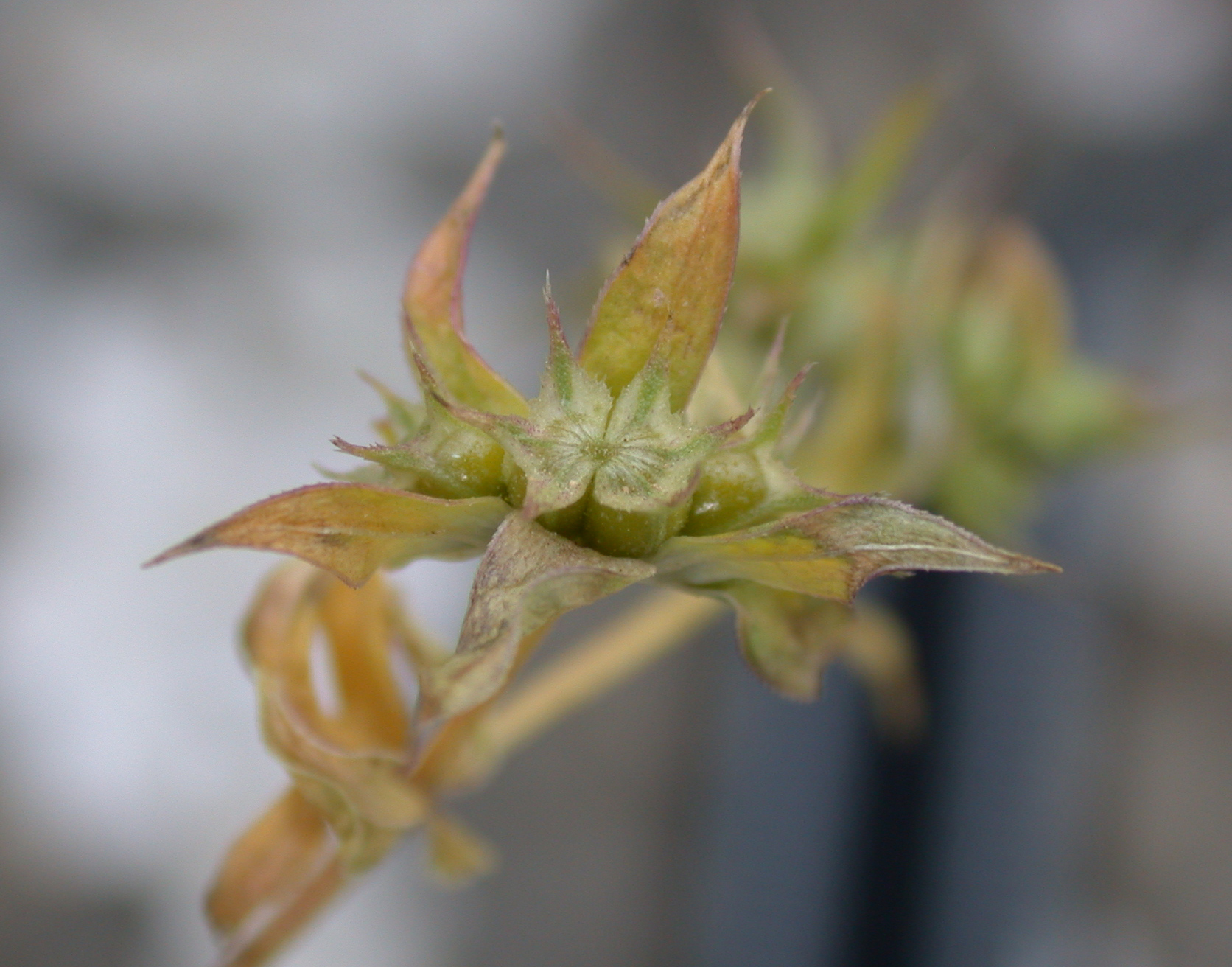
Frucht mit Kelch geeignet zur Klettausbreitung

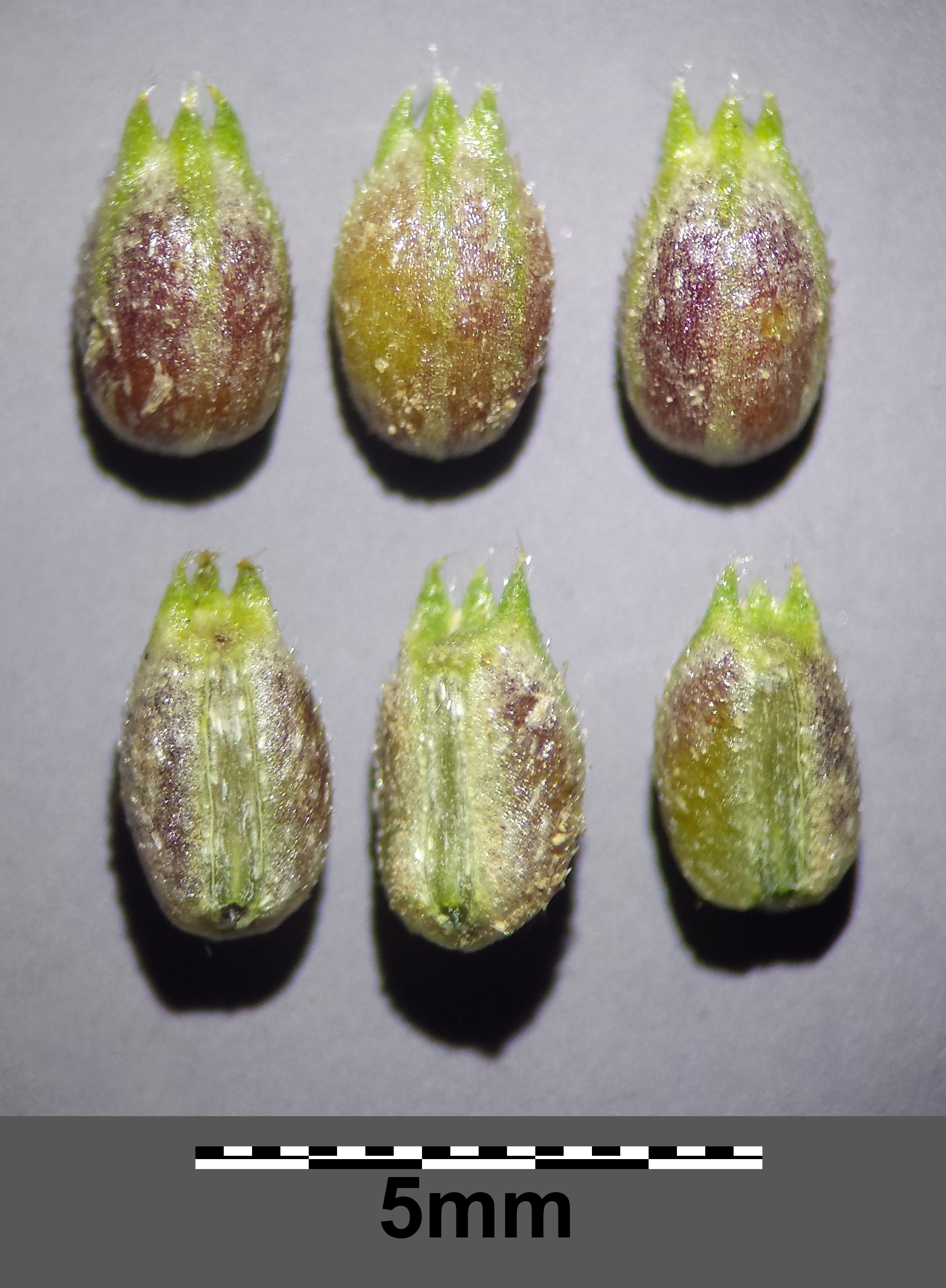
Früchte

### Vegetative Merkmale
Die Ackerröte wächst meist als niederliegende, überwinternd grüne, einjährige (bis zweijährige), krautige Pflanze und erreicht Wuchshöhen von 5 bis zu 20 Zentimetern. Sie wurzelt bis zu 10 Zentimeter tief. Ihre vierkantigen, verzweigten Stängel sind rau behaart. Vier bis sechs schmale, länglich-lanzettliche, feinstachelig-raue Laubblätter stehen in einem Quirl zusammen. Außerhalb der Blütezeit kann die Ackerröte leicht mit verwandten Labkraut-Arten, beispielsweise dem Wiesen-Labkraut verwechselt werden.

### Generative Merkmale
Die Blütezeit reicht von Mai bis Oktober. Die Blüten stehen in einem kleinen, trugdoldigen, „kopfigen“ Blütenstand zusammen und sind von acht bis zehn, am Grund verwachsenen, unbewimperten Hüllblättern sternförmig umgeben. Die sehr kurz gestielten Blüten sind zwittrig, radiärsymmetrisch und vier- bis fünfzählig mit doppelter Blütenhülle. Der Kelch besteht aus vier bis sechs deutlichen, meist etwa 0,5 Millimeter langen, dreieckigen Zähnen und verbleibt an der Frucht. Die vier oder fünf etwa 4 bis 5 Millimeter langen Blütenkronblätter sind trichterförmig verwachsen und rosa-, hell-purpur-lila bis lilafarben, selten weiß. Die Kronlappen sind nur halb so lang wie die Kronröhre. Es ist ein Kreis mit vier oder fünf Staubblättern vorhanden. Zwei Fruchtblätter sind zu einem unterständigen Fruchtknoten verwachsen. Der Griffel endet in einer zweiästigen Narbe.
Die 4 Millimeter lange Frucht zerfällt in zwei verkehrt-eiförmige, einsamige Teilfrüchte, gekrönt mit sich bis zur Fruchtreife vergrößernden Kelchzähnen. Es findet Wind- oder Klettausbreitung statt.
Die Chromosomenzahl beträgt 2n = 22.

## Vorkommen
Die Ackerröte stammt ursprünglich aus dem Mittelmeerraum, ist heute jedoch über weite Teile Europas, in Nordafrika und in Makaronesien verbreitet. In Nordamerika und auch in Australien ist sie als Neophyt verbreitet.

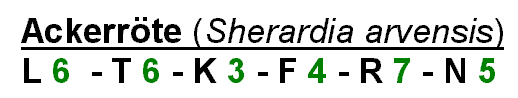
Ökologische Zeigerwerte nach Ellenberg für die Ackerröte

Sherardia arvensis wächst in Mitteleuropa hauptsächlich auf etwas sommerwarmen, mäßig trockenen, nährstoff- und kalkhaltigen Lehm- und Tonböden, vor allem auf Äckern und Brachflächen sowie an Wegrändern. Sie gilt als Lehmzeiger und Kulturbegleiter. Insbesondere auf Grund der intensivierten Landwirtschaft kommt die Ackerröte in vielen Gegenden Deutschlands in Äckern nur noch zerstreut vor, tritt aber in jüngerer Zeit vermehrt im städtischen Bereich in Zierrasen auf. In Deutschland gilt sie nicht als gefährdet.
Die Ackerröte ist in Mitteleuropa eine Charakterart des Verbandes Caucalidion lappulae, kommt aber auch in Gesellschaften der Verbände Aperion, Fumario-Euphorbion oder Cynosurion vor.

## Systematik
Mit der Erstveröffentlichung von Sherardia arvensis durch Carl von Linné wurde 1753 die Gattung Sherardia aufgestellt. Der Gattungsname Sherardia ehrt den englischen Botaniker William Sherard (1659–1728) . Das Artepitheton arvensis bezieht sich darauf, dass sie oft in Äckern zu finden ist.
Die Gattung Sherardia gehört zur Tribus Rubieae in der Unterfamilie Rubioideae innerhalb der Familie Rubiaceae.

## Verwendung
Früher wurde die Ackerröte – wie auch andere Rötegewächse – als Färberpflanze zum Rotfärben genutzt. 